# محمد رزاق
محمد رزاق (بالإنجليزية: Mohammed Razak)‏ (مواليد 4 أبريل 1986) في غانا لاعب كرة قدم قطري في مركز الهجوم. كما مثل دولياً منتخب قطر.
لعب سابقاً لأندية معيذر و لخويا و قطر و العربي والغرافة و الخريطيات و الشمال .

## معلومات الأندية
| النادي الحالي | لخويا |
| الرقم بالنادي | 5     |

## الاندية التي لعب لها
| معيذر  | 2006-2007 إلى 2009-2010       |
| لخويا  | 2009-2010 إلى 2012-2013       |
| قطر    | إعارة 2012-2013 إلى 2013-2014 |
| العربي | إعارة 2013-2014 إلى 2014-2015 |
| لخويا  | 2014-2015 إلى الآن            |

## المنتخب الوطني
| المنتخب الوطني   | قطر  |
| الانضمام للمنتخب | 2011 |
| عدد المباريات    | 11   |
| عدد الاهداف      | 4    |

## روابط خارجية
- محمد رزاق على موقع قاعدة بيانات كرة القدم.إي يو (الإنجليزية)
- محمد رزاق على موقع ناشيونال فوتبول تيمز (الإنجليزية)
- محمد رزاق على موقع كووورة